# Liste der Monuments historiques in Olizy-sur-Chiers
Die Liste der Monuments historiques in Olizy-sur-Chiers führt die Monuments historiques in der französischen Gemeinde Olizy-sur-Chiers auf.

## Liste der Objekte
| Bezeichnung | Beschreibung                                 | Standort                     | Kennzeichnung | Schutzstatus | Datum | Bild |
| ----------- | -------------------------------------------- | ---------------------------- | ------------- | ------------ | ----- | ---- |
| Altarkreuz  | Silber, zweites Viertel des 17. Jahrhunderts | in der Kirche St-Remi (Lage) | PM55002732    | Inscrit      | 2010  |      |
| Kelch       | Silber, um 1800                              | in der Kirche St-Remi (Lage) | PM55001046    | Classé       | 1993  |      |